# Eulithis karafutonis
Eulithis karafutonis là một loài bướm đêm trong họ Geometridae.